# Stade Lavallois 1977-1978
Questa voce raccoglie le informazioni riguardanti lo Stade Lavallois nelle competizioni ufficiali della stagione 1977-1978.

## Maglie e sponsor
Lo sponsor tecnico per la stagione 1977-1978 è Adidas, mentre lo sponsor ufficiale è Président.
| Manica sinistra · Manica sinistra · Maglietta · Maglietta · Manica destra · Manica destra · Pantaloncini · Calzettoni |

## Rosa
| N. |                    | Ruolo | Calciatore        |
| -- | ------------------ | ----- | ----------------- |
|    | Francia (bandiera) | P     | Jacky Lamy        |
|    | Francia (bandiera) | P     | Jacky Rose        |
|    | Francia (bandiera) | D     | Roger Bertin      |
|    | Francia (bandiera) | D     | Claude Coumba     |
|    | Francia (bandiera) | D     | Patrick Dréano    |
|    | Francia (bandiera) | D     | Hervé Gauthier    |
|    | Francia (bandiera) | D     | Jacques Lhuissier |
|    | Francia (bandiera) | D     | Jacques Pérais    |
|    | Francia (bandiera) | D     | Christian Roque   |
|    | Francia (bandiera) | D     | Bernard Simondi   |
|    | Francia (bandiera) | C     | François Cardron  |
|    | Francia (bandiera) | C     | Gérard Chesnin    |
|    | Francia (bandiera) | C     | Michel Cougé      |
|    | Francia (bandiera) | C     | Alain Desgages    |

| N. |                      | Ruolo | Calciatore            |
| -- | -------------------- | ----- | --------------------- |
|    | Francia (bandiera)   | C     | Raymond Keruzoré      |
|    | Francia (bandiera)   | C     | Lionel Lamy           |
|    | Argentina (bandiera) | C     | César Laraignée       |
|    | Francia (bandiera)   | C     | Jean-Willy Laurendeau |
|    | Francia (bandiera)   | C     | Eric Lhoste           |
|    | Francia (bandiera)   | C     | Roger Marette         |
|    | Argentina (bandiera) | C     | Joaquín Martínez      |
|    | Senegal (bandiera)   | C     | Christophe Sagna      |
|    | Senegal (bandiera)   | A     | Souleymane Camara     |
|    | Francia (bandiera)   | A     | Ange Di Caro          |
|    | Francia (bandiera)   | A     | Claude Le Roy         |
|    | Francia (bandiera)   | A     | Pierre Lechantre      |
|    | Francia (bandiera)   | A     | Christian Riboux      |